# Yevgeniy Feofanov
Yevgeniy Feofanov est un boxeur soviétique né le 22 avril 1937 à Moscou et mort le 29 mars 2000.

## Biographie
Champion d'union soviétique des poids moyens en 1960, Radonyak participe aux Jeux olympiques de Rome dans la même catégorie et remporte la médaille de bronze. L'année suivante, il remporte la médaille d'argent aux championnats d'Europe de boxe amateur à Belgrade.

## Palmarès

### Jeux olympiques
- Médaille de bronze en -75 kg en 1960 à Rome, Italie

### Championnats d'Europe
- Médaille d'argent en -75 kg en 1961 à Belgrade, Yougoslavie